# Sílvia Marsó
Pour les articles homonymes, voir Marsó.

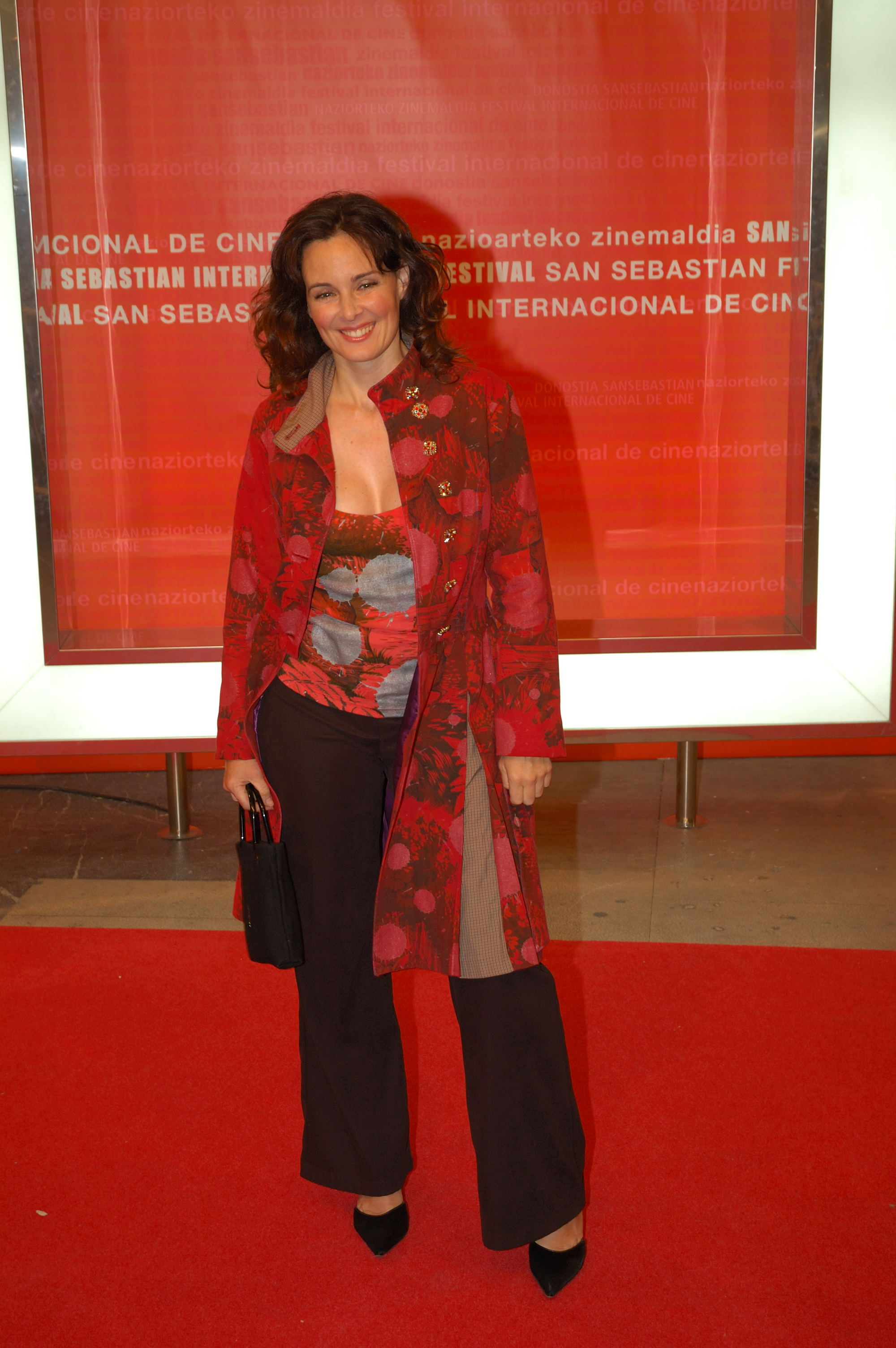
Sílvia Marsó, Festival de Cine de Saint-Sébastien de 2006.

Silvia Marsó (Barcelone, 8 mars 1963) est une actrice espagnole.
Elle commença avec le programme télévisé de TVE Un, dos, tres...responda otra vez.

## Télévision
- 1983/1984 : Un, dos, tres...responda otra vez (TVE)
- 1984 : Y sin embargo...te quiero . (TVE)
- 1984/1985 : Los sabios (TVE)
- 1985 : La Comedia Musical Española
- 1986 :
  - Històries de cara i creu TV3
  - Segunda enseñanza de Ana Diosdado
  - Turno de oficio (TVE)
- 1987 : Un, dos, tres...responda otra vez
- 1998 : Sota el signe d'aquari TV3, Carles Balaguer
- 1989 : Ocho Mujeres, Primera función
- 1990/1991 : Telecupón Telecinco - avec Andoni Ferreño
- 1994 : Canguros, Antena 3
- 1997 : Dones d'aigua ,TV3, de Toni Verdaguer
- 1998 : Manos a la obra, Antena 3
- 2002/2004 : Ana y los siete, TVE
- 2007 : Hermanos y Detectives, Telecinco
- 2008 : El porvenir es largo, TVE 1
- 2012 : Grand Hôtel : Adriana
- 2013 : Gran Reserva: El origen, TVE 1
- 2014 : Velvet, Antena 3

## Films
- 1994: La madre muerta, de Juanma Bajo Ulloa.
- 2001: Amor, curiosidad, prozak y dudas, de Miguel Santesmases
- 2002: Nosotras, de Judith Colell
- 2005: Cuadrilátero, de José Carlos Ruíz
- 2007: Angeles S.A de Eduard Bosch, avec María Isabel, Pablo Carbonell et Anabel Alonso
- 2007: Freedomless, de Xoel Pamos
- 2007: Myway, de Toni Salgot
- 2008: Pájaros muertos, de Guillermo y Jorge Sempere

## Théâtre
- 1989: La loca de Chaillot, Jean Giraudoux.
- 1992: La Gran Sultana, de Miguel de Cervantes, de Adolfo Marsillach.
- 1995: Tres Mujeres Altas, de Edward Albee.
- 1998: Doña Rosita, la soltera, de Federico García Lorca, de José Tamayo.
- 2001: Te quiero, eres perfecto...ya te cambiaré.
- 2007: Tres versiones de la vida.